# Лаки Пирза
Никола (Лаки) А. Пирза (на гръцки: Νικόλαος Νίκος или Λάκης Πύρζας) e македонски гъркоманин, деец на гръцката въоръжена пропаганда.

## Биография
Роден е в 1880 година в град Лерин, тогава в Османската империя, днес Флорина, Гърция. Спечелен е за гръцката кауза и заедно с Коте Христов и Павел Киров е сред първите местни дейци, които полагат основи на гръцката организация в Западна Македония. През февруари 1904 година заминава за Атина, за да се срещне с Павлос Мелас. Тогава той пише до гръцкия консул в Солун Ламброс Коромилас за необходимостта да се вземат мерки срещу българщината. Той също така информира гръцкия консул в Битоля Спиридон Левидис, че възнамерява да събере тридесетчленна чета. Павлос Мелас го имаше за свой заместник по време на трите си обиколки в Западна Македония. Пирза действа като негов преводач от гръцки на български, за да могат андартите да общуват с местното население. Пирза придружава неотлъчно Мелас в последвалите му пътувания из Македония и е до него при убийството му от османците в Статица през октомври 1904 година. След смъртта му издава спомени за него.
След смъртта на Мелас Пирза заминава за Атина и работи за Македонския комитет. Връща се в Македония в четата на Георгиос Цондос, но след сблъсък с капитана критянин се отказва и заминава за Египет, където остава до Балканската война в 1912 година. След като Лерин е присъединен към Гърция, Пирза се връща в родния си град, където умира в 1947 година.
В 1960 година в Лерин е издигнат негов бюст.
Къщата му в Лерин е обявена за паметник на културата.